# Туна (приток Жилой Тамбицы)
Туна — река в России, протекает по Пудожскому району Республики Карелия.
Исток — Тунозеро, связанное протоками с озёрами Татарским, Перозером, Венихозером и другими. Устье реки находится в 16 км по левому берегу реки Жилая Тамбица, в 4 км севернее посёлка Тамбицы. Длина реки составляет 13 км.

### Озёра
Также бассейну Туны принадлежат озёра:
- Столпозеро (без поверхностного стока)
- Челмозеро
- Кодозеро
- Аглимозеро (без поверхностного стока)

## Данные водного реестра
По данным государственного водного реестра России относится к Балтийскому бассейновому округу, водохозяйственный участок реки — Бассейн Онежского озера без рр. Шуя, Суна, Водла и Вытегра, речной подбассейн реки — Свирь (включая реки бассейна Онежского озера). Относится к речному бассейну реки Нева (включая бассейны рек Онежского и Ладожского озера).
Код объекта в государственном водном реестре — 01040100612102000016041.